# Hromec
Hromec falu Horvátországban Krapina-Zagorje megyében. Közigazgatásilag Đurmanechez tartozik.

## Fekvése
Krapinától 7 km-re, községközpontjától 3 km-re északnyugatra a Zagorje hegyei között, a szlovén határ mellett fekszik. Területének nagy részét erdő és szőlőskertek borítják.

## Története
1857-ben 280, 1910-ben 456 lakosa volt. Trianonig Varasd vármegye Krapinai járásához tartozott. 2001-ben a falunak 426 lakosa volt.

## Külső hivatkozások
Đurmanec község hivatalos oldala